# Amadeo San Juan
Amadeo San Juan war ein chilenischer Fußballspieler. Der Mittelfeldspieler wurde zweimal chilenischer Meister.

## Karriere
Amadeo San Juan kam 1935 von Ligarivale Unión Española zum CSD Colo-Colo. Mit dem Klub gewann er fünf Titel in sechs Jahren, darunter die ersten beiden Meisterschaften für die Albos in den Saisons 1937 und 1939. Weiteres ist über die Karriere von San Juan nicht bekannt.

## Erfolge
- Campeonato Nacional: 1936
- Chilenischer Meister: 1937, 1939
- Campeonato Absoluto: 1937
- Campeonato de Apertura: 1940

## Sonstiges
Sein Sohn wurde professioneller Reiter und seine Tochter Basketballnationalspielerin.